# 中国人民解放军公路工程部队
中国人民解放军公路工程部队，是1950年代前期中国的一支工程兵专业部队。

## 历史
1952年4月15日，中央人民政府人民革命军事委员会主席毛泽东和中央人民政府政务院总理周恩来联合签发《关于集体转业部队的决定》“为适应国防建设和经济建设的需要，决定从人民解放军中调拨……转为各种工程部队和屯垦部队。”“其建制和业务领导则属财委系统，一九五二年的供给自移交之日起亦归政务院财委各业务系统负责”
1952年7月，中央军委鉴于荆江分洪工程一期建设结束，决定将中国人民解放军中南军区荆江水利工程部队司令部改为中国人民解放军中南军区工程部队司令部。司令员田维扬，第一政治委员唐天际，第二政治委员黄志勇，政治部主任魏洪亮，后勤部政治委员秦光远。1952年9月，中南军区工程部队机关移驻海口。1953年3月，中南军区工程部队司令部并入海南公路工程指挥部。1953年8月，海南公路工程指挥部集体转业，改称中央人民政府交通部华南公路工程指挥部。
- 中国人民解放军公路工程第1师：第四野战军第217师于1952年2月改编为中国人民解放军水利工程第三师，师长何元恺，政治委员肖德明，参加荆江分洪工程。荆江分洪一期工程于1952年6月20日结束，休整两个月后于1952年的8月18日调赴海南岛参加海榆公路工程，改编为中国人民解放军公路工程第一师。1953年1月21日开始施工。1954年12月19日，海榆中线公路贯通。1954年底解放军公路工程一师集体转业，与华南公路建设指挥部第一公路工程局合并为中央交通部第二公路工程局，局机关在武汉。[3]公路二局抽调局机关部分干部和第一工程处组建“京郊公路工程指挥所”，1954在北京昌平县南口镇改编为“交通部第七公路工程局”。1958年4月七局并入公路三局。1958年6月中央各部委的施工企业“除保留必要的援外单位外全部下放”给地方政府。三局的援蒙工程处（源处七局）保留。1963年国务院批转交通部“关于调整公路测设施工力量的管理体制的请示”，同意收回部分测设、施工力量。至1963年底，从十几个省、自治区收回8642人，重新组建第二、三、四公路工程局分别设在北京、西安、福州、成都；充实了第一、二勘察设计院。1963年4月6日交通部公路工程局（由援蒙工程处发展而来）改组成立交通部第一公路工程局。
- 中国人民解放军公路工程第2师：1952年2月，中央决定建设荆江分洪工程，时任荆州军分区任司令员钟春林率领湖北军区五个独立团组建水利工程第四师参加荆江分洪工程。师长钟春林，王进前任政委，李天柱任参谋长，汪湧任副参谋长。一期建设完成后，1952年8月，调海南岛参加海榆公路工程，改编为中国人民解放军公路工程第二师。钟春林任公路工程二师师长兼政委。四团团长贺培，政委张维民、林建义；五团团长戴发生，政委刘敬轩；六团团长高华亭，政委包正堂。1954年12月28日集体转业为武汉钢铁公司建设总公司、第一冶金建设总公司。[4]